# Uluguroscia madagascariensis
Uluguroscia madagascariensis is een pissebed uit de familie Philosciidae. De wetenschappelijke naam van de soort is voor het eerst geldig gepubliceerd in 1985 door Franco Ferrara & Stefano Taiti.